# 449. pr. Kr.
◄ | 6. stoljeće pr. Kr. | 5. stoljeće pr. Kr. | 4. stoljeće pr. Kr. | ►
◄ | 470-ih pr. Kr. | 460-ih pr. Kr. | 450-ih pr. Kr. | 440-ih pr. Kr. | 430-ih pr. Kr. | 420-ih pr. Kr. | 410-ih pr. Kr. | ►
◄◄ | ◄ | 452. pr. Kr. | 451. pr. Kr. | 450. pr. Kr. | 449 pr. Kr. | 448. pr. Kr. | 447. pr. Kr. | 446. pr. Kr. | ► | ►►
Astronomija

## Događaji
- sklopljen je Kalijin mir između Atene, Arga i Perzije što je bio službeni svršetak grčko-perzijskih ratova.